# العباس بن الفضل الأنصاري
العبَّاس بن الفضل الأنصاري هو راوي حديث من بغداد في العصر العبَّاسي. تُعد روايته للحديث ضعيفة جدًا بسبب شيخه المتروك.

## روايته للحديث
- شيوخه: حدث عن:[1]
  - داود بن الزبرقان
- تلاميذه: روى عنه:[1]
  - الخضر بن أبان الهاشمي

ومن الأحاديث التي رواها بسنده عن عائشة قولها للنبي محمد ﷺ بعد أن منعها من حاجة: «لو كانت عجوز أسد من بني عبد العزى لقضيت حاجتها». فغضب النبي وقال: «أتذكرينها؟ والله لقد آمنت بي حين كفر الناس، وآوتني حين طردني الناس، وأعطتني مالها فأنفقته في سبيل الله عز وجل، ورزقني منها الولد وما رزقني من واحدة منكن». (في إشارة إلى خديجة بنت خويلد)
حكم على إسناد هذا الحديث بأنه واهٍ، وذلك لأن شيخ العباس فيه كلام، وهو داود بن الزبرقان، متروك الحديث. وله طرقًا أخرى ضعيفة أيضًا.

### فهرس المنشورات
1. 1 2 3 4 5  البغدادي (2001)، ج. 14، ص. 19.

### معلومات المنشورات كاملة
الكتب مرتبة حسب تاريخ النشر
- الخطيب البغدادي (2001)، تاريخ بغداد، تحقيق: بشار عواد معروف (ط. 1)، بيروت: دار الغرب الإسلامي، OCLC:49659164، QID:Q114815356